# Le Peuple singe
Pour plus de détails, voir Fiche technique et Distribution.
Le Peuple singe est un documentaire français, coproduit avec l'Indonésie, réalisé par Gérard Vienne et sorti en 1989.

## Synopsis
De Bornéo au Japon, en passant par le Brésil ou le Kenya, ce film est une découverte sur de multiples espèces de singes répandues aux quatre coins du monde.

## Fiche technique
- Titre : Le Peuple singe
- Réalisation : Gérard Vienne
- Scénario : Jacques Lanzmann, Antoine Halff, Yves Coppens
- Photographie : Gérard Vienne
- Musique : Jacques Loussier
- Montage : Jacqueline Lecomte, Catherine Mauchain
- Son : Philippe Barbeau, Antoine de Maximy, Pierre Ley, Jean-Paul Loublier, Martine Todisco
- Mixage : Bruno Tarrière
- Production : Jacques Perrin
- Sociétés de production : Blue Dahlia Productions, Films A2, La Sept Cinéma, CNC, GVFI, Galatée Films[1]
- Pays :  France
- Genre : documentaire
- Durée : 87 minutes (1h27 minutes)
- Date de sortie : 
  - France - 14 juin 1989
- Affiche : Michel Landi (France)

## Distribution
- Michel Piccoli : le narrateur